# Златен глобус на името на Сесил Демил
Златен глобус на името на Сесил Демил (на английски: Golden Globe Cecil B. DeMille Award) е почетна награда Златен глобус за цялостен принос, която е връчена за пръв път на 9-ата церемония на 21 февруари 1952 г.

## Носители
- 1952 – Сесил Демил
- 1953 – Уолт Дисни
- 1954 – Дарил Занук
- 1955 – Джийн Хершолт
- 1956 – Джак Уорнър
- 1957 – Мървин Лирой
- 1958 – Бъди Адлър
- 1959 – Морис Шевалие
- 1960 – Бинг Кросби
- 1961 – Фред Астер
- 1962 – Джуди Гарланд
- 1963 – Боб Хоуп
- 1964 – Джоузеф Ливайн
- 1965 – Джеймс Стюарт
- 1966 – Джон Уейн
- 1967 – Чарлтън Хестън
- 1968 – Кърк Дъглас
- 1969 – Грегъри Пек
- 1970 – Джоан Крофорд
- 1971 – Франк Синатра
- 1972 – Алфред Хичкок
- 1973 – Самюъл Голдуин
- 1974 – Бети Дейвис
- 1975 – Хал Уолис
- 1976 – не е присъдена
- 1977 – Уолтър Мириш
- 1978 – Ред Скелтън
- 1979 – Люсил Бол
- 1980 – Хенри Фонда
- 1981 – Джийн Кели
- 1982 – Сидни Поатие
- 1983 – Лорънс Оливие
- 1984 – Пол Нюман
- 1985 – Елизабет Тейлър
- 1986 – Барбара Стануик
- 1987 – Антъни Куин
- 1988 – Клинт Истууд
- 1989 – Дорис Дей
- 1990 – Одри Хепбърн
- 1991 – Джак Лемън
- 1992 – Робърт Мичъм
- 1993 – Лорън Бекол
- 1994 – Робърт Редфорд
- 1995 – София Лорен
- 1996 – Шон Конъри
- 1997 – Дъстин Хофман
- 1998 – Шърли Маклейн
- 1999 – Джак Никълсън
- 2000 – Барбра Страйсънд
- 2001 – Ал Пачино
- 2002 – Харисън Форд
- 2003 – Джийн Хекман
- 2004 – Майкъл Дъглас
- 2005 – Робин Уилямс
- 2006 – Антъни Хопкинс
- 2007 – Уорън Бийти
- 2008 – не е присъдена
- 2009 – Стивън Спилбърг
- 2010 – Мартин Скорсезе
- 2011 – Робърт Де Ниро
- 2012 – Морган Фрийман
- 2013 – Джоди Фостър
- 2014 – Уди Алън
- 2015 – Джордж Клуни
- 2016 – Дензъл Уошингтън
- 2017 – Мерил Стрийп
- 2018 – Опра Уинфри
- 2019 – Джеф Бриджис
- 2020 – Том Ханкс
- 2021 – Джейн Фонда